# Anarta clausa
Anarta clausa là một loài bướm đêm trong họ Noctuidae.